# Alice Mackert
Alice Mackert, dite Alice la Blonde et parfois surnommée la Panthère rouge, née à Lucerne en Suisse en 1916, est une figure de la Collaboration en France durant la Seconde Guerre mondiale. Citoyenne suisse, elle est naturalisée allemande en 1942. Elle est notamment secrétaire générale de la section niçoise de la Gestapo.
À la fin de la guerre, elle est jugée notamment pour sa participation à la dénonciation de maquis, pour la déportation d'enfants juifs, pour la torture de plusieurs femmes et pour la participation à l'exécution de patriotes.

## Jeunesse et famille
Alice-Greta Mackert naît en 1916, à une date inconnue, à Lucerne en Suisse, fille unique de Theo Mackert, architecte de la grande bourgeoisie locale, et d'Antoinette, dont le nom de jeune fille n'est pas connu, mère au foyer férue de décoration intérieure. Pendant sa scolarité, elle effectue un bref séjour dans une institution tenue par les Ursulines de Lucerne, puis au pensionnat du Sacré-Cœur d'Estavayer-le-Lac. Ses résultats scolaires sont passables mais le rêve d'Alice, inspiré notamment par la passion familiale pour Richard Wagner, est alors de devenir danseuse lyrique. Elle suit en ce but les cours de sœur Graziella. En parallèle, elle se lie d'amitié, et sans doute plus profondément, avec la poétesse et conférencière Lina Z.

## Adhésion à l'idéologie nazie
Alexander von Frey, ami de la famille Mackert, est un fervent partisan d'Adolf Hitler et cherche à populariser ses idées en Suisse. Il trouve un terreau relativement neutre chez les parents, mais en enthousiasme fort chez Alice, qui adhère au Volksbund-Front (de) sous le matricule SY-3084, et devient trésorière de section locale. Un militant particulièrement virulent, nommé Louis Nebel, devient son amant. En mars 1936, Alice avorte et se réfugie à Paris pour fuir l'opprobre familial.
Dans la capitale française, où elle est encore présente en 1938, Alice Mackert prend le pseudonyme d'Antoinette Linser et vit en concubinage avec Jacques Rosemblum, qu'elle espionne pour le compte de l'Abwehr. C'est Louis Nebel qui l'a recommandée auprès de Karl Haas (de), qui dirige le renseignement nazi pour la Suisse et l'Europe danubienne et confie Alice au colonel Ehinger, qui la forme à l'espionnage.

## Action en France durant la Seconde Guerre mondiale
Alice Mackert est naturalisée allemande en 1942. Son parcours durant les trois premières années d'Occupation est assez flou. Durant son interrogatoire le 9 mai 1945, elle dit avoir été en poste à Lille, Sens et Francfort. Toutefois, les sources extérieures indiquent plutôt une présence de l'agente à Alençon de 1939 à 1942.
À partir du 27 juillet 1943 et jusqu'au 14 mars 1944, Alice Mackert est envoyée à Nice, officiellement comme « interprète et coordinatrice ». C'est là qu'elle gagne son surnom de « Panthère rouge ». Sa mission officieuse est de traquer et déporter les populations juives envers qui la politique de répression était précédemment volontairement laxiste sous l'occupation italienne,. Elle va jusqu'à se faire passer à deux reprises pour une fugitive auprès de l'évêque de Nice Paul Rémond, à juste titre suspecté de protéger les Juifs ; toutefois, grâce à la prudence de ce dernier, elle  ne parvient pas à en tirer d'information. 

## Jugement
Le 2 décembre 1948, Alice Mackert comparaît devant le tribunal militaire de la neuvième région, notamment sous les chefs d'inculpation de dénonciation d'un maquis à Clermont-Ferrand, de rafles d'enfants Juifs dans des écoles de la région de Nice, d'arrestation, détention et séquestration ainsi que de coups et blessures sur des résistants, participation à des meurtres commis avec préméditation, de tortures exercées sur des femmes à l'hôtel Hermitage, quartier général de la police secrète allemande. Les témoignages entendus le premier jour disculpent partiellement Alice Mackert, attribuant notamment certains des faits qui lui sont reprochés à Maria Sedlitz. De même, certains de ses anciens responsables, tout en reconnaissant son rôle éminent au sein de la Gestapo niçoise, nient qu'elle ait pu avoir le pouvoir de faire arrêter des personnes. En revanche, le lendemain, la plupart des témoignages sont accablants envers l'ancienne gestapiste,.